# Fondali di Torre Salsa
Fondali di Torre Salsa este o arie protejată (sit de importanță comunitară — SCI) din Italia întinsă pe o suprafață de 12.730 ha, integral marine.

## Localizare
Centrul sitului Fondali di Torre Salsa este situat la coordonatele 37°21′36″N 13°16′04″E / 37.3601°N 13.2677°E.

## Înființare
Situl Fondali di Torre Salsa a fost declarat sit de importanță comunitară în decembrie 2019 pentru a proteja 2 specii de animale.

## Biodiversitate
Situată în ecoregiunea mediteraneană, aria protejată conține 2 habitate naturale: Bancuri de nisip acoperite în permanență slab de apă marină, Straturi cu Posidonia (Posidonion oceanicae).
La baza desemnării sitului se află mai multe specii protejate:
- mamifere (1): delfin mare (Tursiops truncatus)
- reptile (1): Caretta caretta

Pe lângă speciile protejate, pe teritoriul sitului au mai fost identificate 3 specii de plante.